# Hans Peter Wickelgren
Hans Peter Wickelgren, född den 29 april 1797 och död den 28 mars 1828. Pastorsadjunkt, bland annat i Krokstads socken och Torslanda socken, Göteborgs stift. Var lärjunge till Henrik Schartau, och sägs ha varit den som införde schartauanismen till Bohuslän.